# Cebuboeboekuil
De cebuboeboekuil (Ninox rumseyi) is een in 2012 ontdekte endemische soort Ninox uit de uilenfamilie. Een eerder verzameld exemplaar van deze soort werd onjuist beschreven.  Deze uil is het resultaat van een opsplitsing van het taxon Ninox philippensis in soorten en ondersoorten. Aanvankelijk werd deze uil opgevat als een ondersoort: N. p.  spilonota. De wetenschappelijke naam is een eerbetoon  aan Stephen J. Rumsey voor zijn inzet voor de internationale vogelbescherming en het ornithologisch onderzoek op het eiland Cebu.

## Kenmerken
Deze vogel is 25 cm lang en lijkt sterk op de camiguinboeboekuil, maar heeft lichte wenkbrauwen, gele ogen en op de onderbuik is de vogel lichter en minder gestreept. Verder is het geluid kenmerkend.

## Verspreiding en leefgebied
Deze soort is endemisch op Cebu, een eiland van de Filipijnen. Het is een uil die voorkomt in diverse typen bos. De aanwezigheid van natuurlijke holen om in te nestelen is wel een belangrijke voorwaarde.

## Status
De cebuboeboekuil heeft een zeer beperkt verspreidingsgebied en daardoor is de kans op uitsterven aanwezig. De grootte van de populatie werd in 2022 door BirdLife International geschat op 250 tot 1000 volwassen individuen en de populatie-aantallen nemen af door habitatverlies. Op dit eiland vindt ontbossing plaats waarbij bos wordt omgezet in land voor agrarisch gebruik zoals akkerbouw en beweiding. Daarom staat deze valkuil als kwetsbaar op de Rode Lijst van de IUCN.